# Fritz von Uhde
Pour les articles homonymes, voir Uhde.
Fritz von Uhde (Wolkenburg, Saxe, 22 mai 1848 - Munich, 25 février 1911) est un peintre allemand. Son style est pleinement naturaliste, et il fut l'un des premiers à introduire la peinture sur le motif dans son pays.

## Biographie
Fritz von Uhde quitte ses études à l'académie des beaux-arts de Dresde en 1866 pour effectuer son service militaire de 1867 à 1877 en tant que professeur d'équitation au régiment de la garde montée. Il déménage en 1878 à Munich où il étudie la peinture hollandaise. Il se rend en 1879 à l'atelier parisien de Mihály Munkácsy. Puis, il ouvre une école privée de peinture en 1880 à Munich avec ses amis Bruno Piglhein et Hugo von Habermann.
Ses œuvres sont d'inspiration naturaliste et coloriste. Ses thèmes sont la transposition contemporaine des scènes de la Bible et une nouvelle représentation de la classe ouvrière. Il devient professeur royal vers 1890[C'est-à-dire ?].
Le traitement de quelques rares scènes de genre pastoral (Die Ährenleser, 1889, Collections du Land de Bavière) et de scènes d'intérieurs, le rapproche d'une facture impressionniste (Lesendes Mädchen. In der Verandatür, 1902, Neue Pinakothek), au point qu'on le qualifia au moment de sa mort de « peintre allemand impressionniste le plus important ».

## Galerie

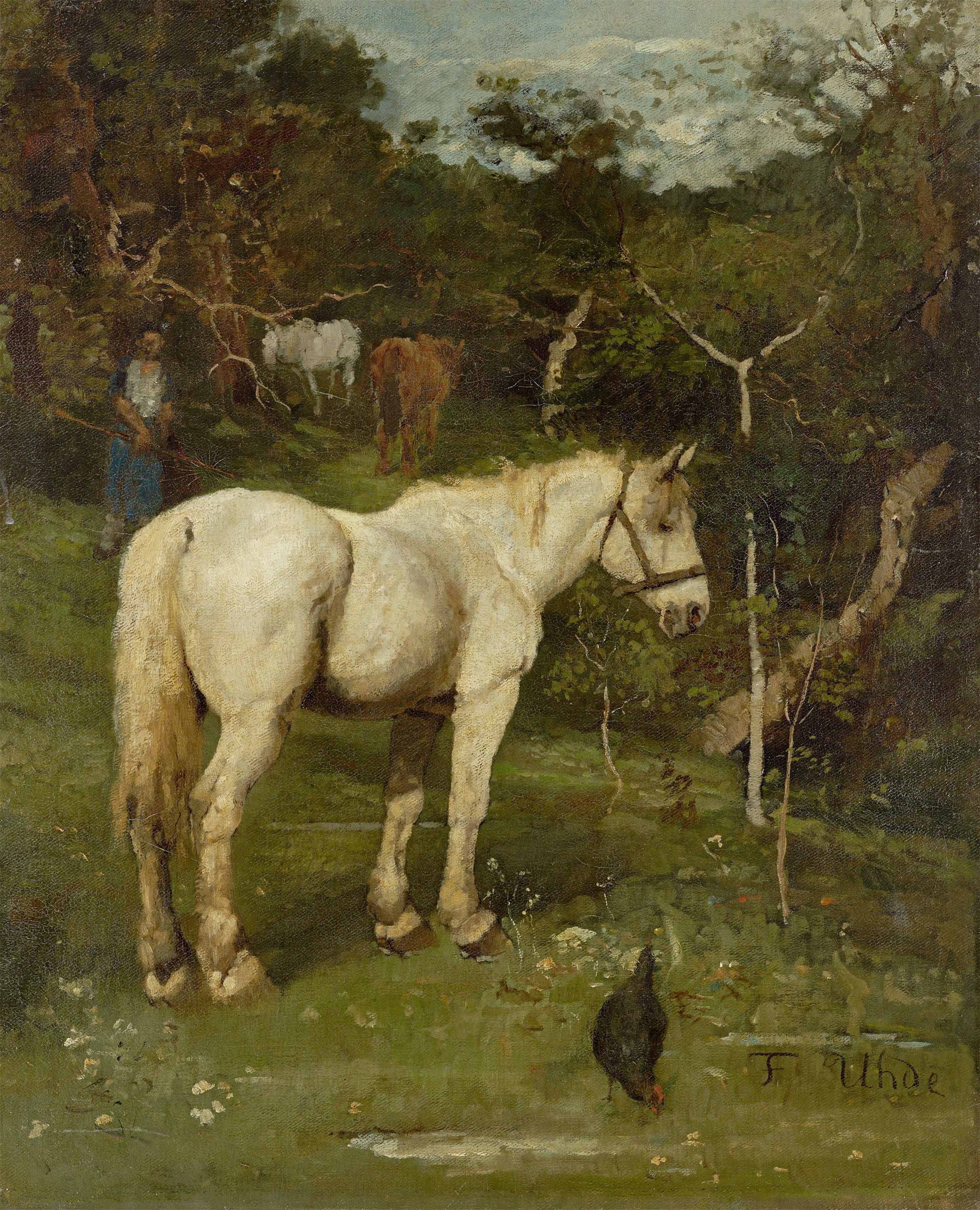
Ein Schimmel (1880)
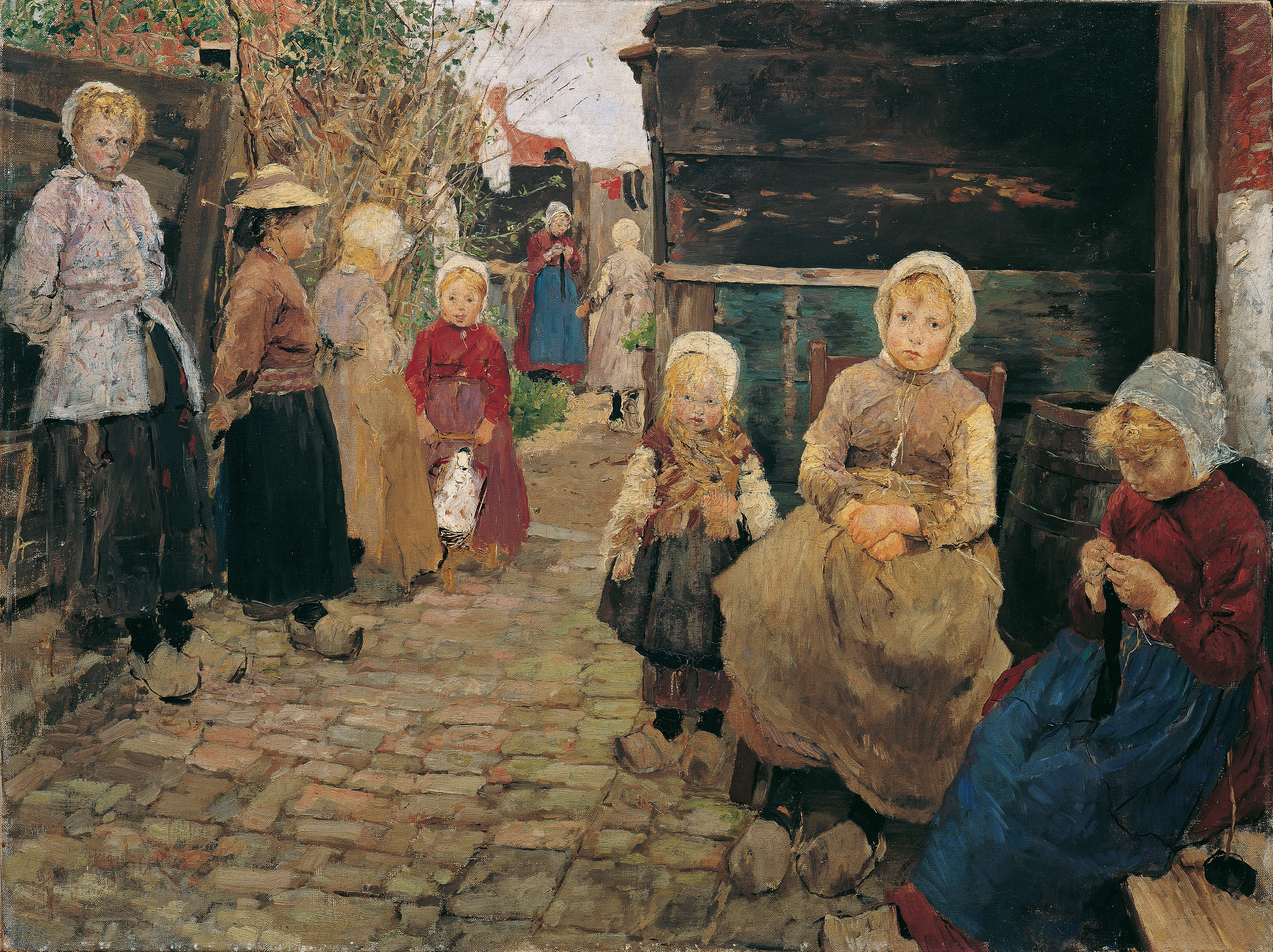
Fischerkinder in Zandvoort (1882)
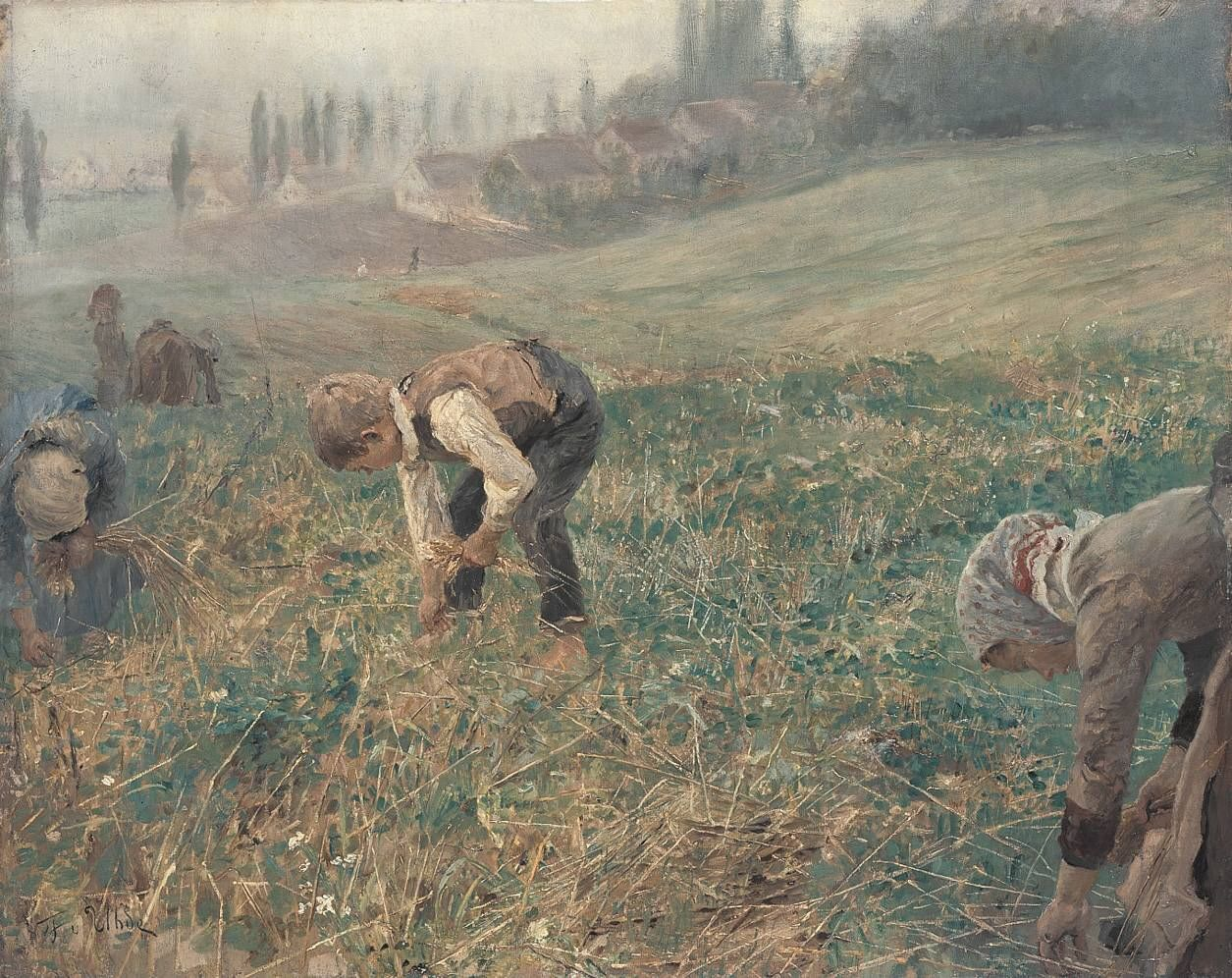
Die Ährenleser (1889)
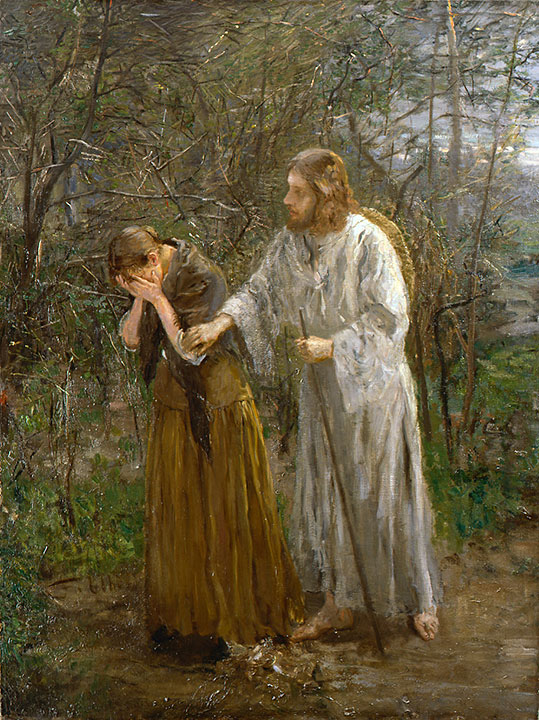
Weib, warum weinest du ? (1892-1894)
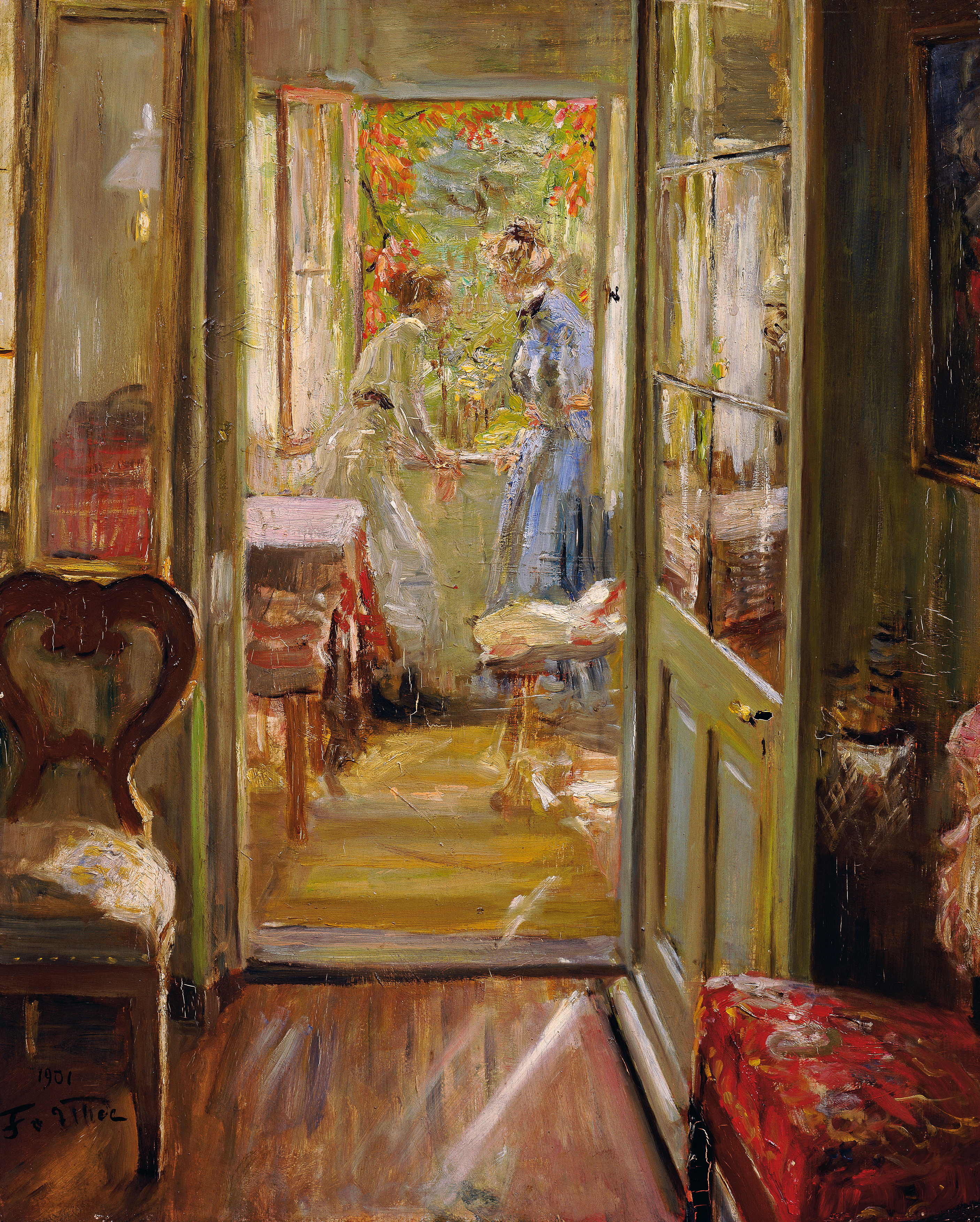
Die Töchter des Künstlers in der Veranda (1901)
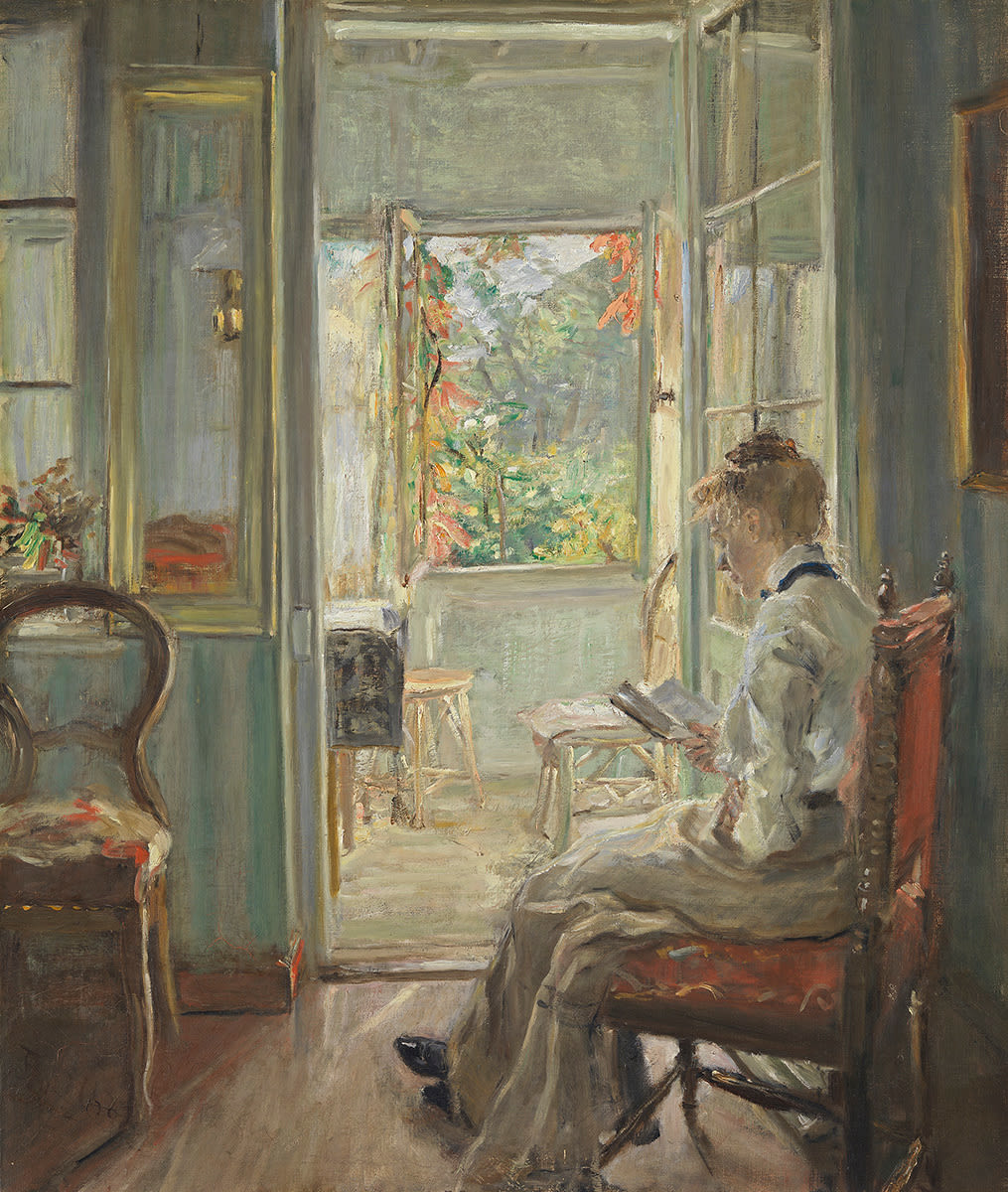
Lesendes Mädchen / In der Verandatür (1902)